# 加藤真央
加藤 真央（かとう まお、1987年9月9日 - ）は、日本の俳優である。東京都出身で、ウェーブマスターに所属していたが2018年7月にフリーになる。妻は舞台俳優の中村百花。

## 略歴
- 1992年 - 2004年、子役としてドラマ・映画・CMに出演[2]。
- 2004年、ダンスを習うため一度芸能界から離れる。
- 2009年、舞台『フルーツバスケット』で再デビュー。
- 2011年1月、『ミュージカル・テニスの王子様2ndシーズン』に内村京介役で出演。
- 2011年1月、所属するオルスタエンタテインメント株式会社の解散に伴い、株式会社ベルジーエンタテインメント・ディビジョンに移籍。
- 2012年2月、株式会社ウェーブマスターに移籍。
- 2015年6月、『ちっちゃな英雄』にて初座長を務める。
- 2016年、アイドルグループ「マーブルズ」の振付を担当する。
- 2018年8月、事務所を離れ、フリーで活動を始める。
- 2021年6月、『プライムーン&GS382 スペシャルライブ』にて構成・演出を担当する。
- 2021年10月、舞台俳優でヨガインストラクターの中村百花と入籍。

## 人物
- 趣味はスポーツ観戦・映画鑑賞、特技はダンス・車庫入れ[3]。
- ダンスの専門学校に通っていた[4]。
- SMAPの影響でダンスを好きになった[5]。

## 出演

### 舞台
- フルーツバスケット（2009年2月26日 - 3月8日、天王洲　銀河劇場）
- ミュージカル・テニスの王子様2ndシーズン - 内村京介 役
  - 青学VS不動峰（2011年1月5日 - 2月11日、JCBホール / 大阪メルパルクホール ほか）
  - 青学VS氷帝（2011年7月15日 - 9月24日、TDCホール / 大阪メルパルクホール　ほか）
  - DREAM LIVE 2011（2011年11月5日 - 13日、神戸ワールド記念ホール / 横浜アリーナ）
  - 春の大運動会 2012（2012年5月13日、有明コロシアム）
  - 春の大運動会 2014（2014年4月26日、横浜アリーナ）
- 少年ハリウッド（2011年4月14日 - 24日、全労済ホール スペース・ゼロ） - 風原乱　役
- Mr.教授の危険なマスカレイド（2012年1月12日 - 15日、青山円形劇場） - マッシュ　役
- 少年ハリウッド〜僕らのオレンジにまた逢いたい〜（2012年2月29日 - 3月25日、CBGKシブゲキ!! / ABCホール　ほか） - 風原乱　役
- We Love兄さん!!〜ボクらの兄さんイケてなくない!?〜（2012年4月3日 - 10日、ラフォーレミュージアム原宿） - ミドリヤマ　役
- 覇権DO!!（2012年7月25日 - 29日、Geki地下Liberty） - ヨッシー　役
- abc★赤坂ボーイズキャバレー 3回表（2012年8月21日 - 9月2日、赤坂ACTシアター / シアターBRAVA!） - 新谷隆史　役
- ベースボーーール ハムレット!（2012年11月22日、東京タワー　タワーホールA1） ※ゲスト出演
- The ghost≠You-Re:i（2012年11月21日、シアターサンモール） ※ゲスト出演
- ライチ☆光クラブ（2012年12月14日 - 25日、紀伊国屋ホール） - ダフ　役
- シュワッチ!（2013年2月20日 - 3月3日、赤坂RED THEATER） - 松平　役
- 婚活の達人（2013年3月6日 - 10日、劇場MOMO）
- 危機之介御免（2013年4月10日 - 21日、池袋シアターグリーン　BIG TREE THEATER） - 猿飛弥助　役
- プレゼント◆5（2013年4月28日、シアターサンモール） - 中島信太郎　役  ※ゲスト出演
- 超青春合唱コメディ『SING!』（2013年6月5日 - 16日、東京芸術劇場シアターウエスト / 世界館） - 大久保俊介　役
- THE ALUCARD SHOW（2013年8月2日 - 25日、AiiA Theater Tokyo） - サンジェルミ　役
- Midnight Traveller（2013年10月12日 - 20日、ブディストホール） - 桜井ゆうき　役
- 舞台『ライチ☆光クラブ』再演（2013年12月16日 - 24日、AiiA Theater Tokyo） - ダフ　役
- イシン!（2014年2月14日 - 23日、赤坂RED THEATER） - 土方歳三　役
- ラズベリーボーイ（2014年3月7日、俳優座劇場） ※ゲスト出演
- 覇権DO!!〜戦国高校天下布武〜（2014年5月1日 - 6日、笹塚ファクトリー） - 伊達政宗　役
- 舞台タンブリング FINAL（2014年6月7日 - 7月21日、KAAT神奈川芸術劇場 / 赤坂ACTシアター　ほか） - 土浦勝　役
- テングメン（2014年8月6日 - 10日、笹塚ファクトリー） - 猿蔵　役
- CHaCK-UP（2014年8月30日 - 9月7日、ラフォーレミュージアム原宿） - 深大衛太　役
- THE ALUCARD SHOW（2014年11月14日 - 24日、AiiA Theater Tokyo） - サンジェルミ　役
- 聖☆明治座・るの祭典〜あんまりカブると怒られちゃうよ〜（2014年12月19日 - 27日、明治座 / 梅田芸術劇場メインホール） - 顕如　役
- 『TARO』〜俺たちが救う!!〜（2015年1月21日 - 25日、CBGKシブゲキ!!） - 金太郎　役
- 神様はじめました THE MUSICAL♪（2015年3月21日 - 29日、東京芸術劇場プレイハウス） - 鬼切　役
- 男がなく理由、教えます「4649」（2015年5月6日 - 10日、テアトルBONBON）
- ちっちゃな英雄（2015年6月27日 - 2016年3月20日、サンリオピューロランド） - ジョージ　役 （主演）
- 神様はじめましたTHE MUSICAL♪2016（2016年1月15日 - 21日、アイア2.5シアタートーキョー） - 鬼切　役
- ラディアント・ベイビー 〜キース・ヘリングの生涯〜（2016年6月6日 - 22日、シアタークリエ） - ギャラリーのオーナー 役、ほか
- 七夕ジャンクション〜昭和篇〜「探偵遊戯と優しいウソ」（2016年8月3日 - 7日、博品館劇場） - 斎賀雅俊　役
- ホイッスル!BREAK THROUGH-壁をつき破れ-（2016年8月31日 - 9月8日、シアター1010） - 笠井竹巳　役
- ロイヤルホストクラブ（2016年11月17日 - 20日、IMAホール） - 芥川直木　役
- 鬼切丸伝 〜源平鬼絵巻〜（2017年1月18日 - 22日、六行会ホール） - 源義経　役
- 雪のプリンセス（2017年4月5日 - 9日、全労済ホール スペース・ゼロ） - アラクレ　役
- MARKER LIGHT-BLUE Deeper（2017年5月3日 - 7日、シアターサンモール） - ワルテール　役
- アンプラネット-ボクの名は-（2017年6月8日 - 18日、紀伊国屋ホール） - ローザ　役
- 超体感ステージ『キャプテン翼』（2017年8月18日 - 9月3日、Zeppブルーシアター六本木） - 新田瞬　役
- MARKER LIGHT-BLUE Crimson（2017年11月8日 - 12日、新宿村LIVE） - ワルテール　役
- 池袋ウエストゲートパーク SONG&DANCE（2017年12月23日 - 2018年1月21日、東京芸術劇場シアターウエスト / 兵庫県立芸術文化センター） - サトウ/マカオ　役
- 地球ゴージャス プロデュース公演 Vol.15 ZEROTOPIA（2018年4月9日 - 7月15日、赤坂ACTシアター / フェスティバルホール　ほか）
- ミュージカル「悪ノ娘」（再演）（2019年4月6日 - 14日、あうるすぽっと） - ミナージュ　役
- 加古臨王プロデュース「ブレーメンの音楽隊」（2019年5月24日 - 28日、ウエストエンドスタジオ） - Ａ　役
- テイルズ オブ ザ ステージ -光と影の正義-（2019年12月5日 - 15日、天王洲銀河劇場） - レイヴン　役
- 地球ゴージャス 二十五周年祝祭公演「星の大地に降る涙 THE MUSICAL」（2020年3月10日 - 5月14日、舞浜アンフィシアター / フェスティバルホール）（一部中止）[6][7]
- プライムーン（2021年1月27日 - 2月7日・2月24日 - 3月7日、Mixalive TOKYO Theater Mixa） - 黒川　役
- 哀たくて（2021年4月21日 - 25日、テアトルBONBON） - 内海優介　役（主演）
- 月の綺麗な夜に月に寄る（2021年9月23日 - 27日、ザ・ポケット） - 赤金光陽太　役・振付
- 命を弄ぶ男ふたり（2022年9月28日 - 10月2日、劇場HOPE） - 眼鏡をかけた男　役
- SUMMER FREESIA EXPRESSION（2023年6月14日 ｰ 18日 、萬劇場） - 宮坂俊樹（メロス）　役
- おぶちゃDance Stage 「ナナナナ-七夕の夜に-」（2024年7月3日 ｰ 7日 、六行会ホール） - キヨヒコ　役

### バラエティ
- 戦国鍋TV 〜なんとなく歴史が学べる映像〜（2012年、tvk ほか）

### イベント
- MEN-tertainment〜メンタメ2011〜（2011年6月22日、ル・テアトル銀座）
- 独占ハリウッド!001 〜夏のオレンジフレッシュ祭〜（2011年8月27日 - 28日、時事通信ホール）
- 少年ハリウッド学園祭ライブ in 桐朋祭（2011年9月18日、桐朋学園芸術短期大学）
- 独占ハリウッド!002 〜ぎゅっと弾ける僕らのオレンジデーがやってくる〜（2012年4月13日 - 14日、ラフォーレミュージアム原宿）
- Men-tertainment2012　スペシャルライブ（2012年5月29日、赤阪BLITZ）
- ラッキィ池田プレゼンツ『おれたちダンゴムシ』旗揚げＰＲＥ公演　Volume.０（2012年6月23日、代々木・山野ホール）
- 戦国鍋TV〜tvkに40年の歴史あり! 祝ってみせようホトトギスLIVE〜（2012年10月20日、横浜赤レンガパーク野外特設会場）
- 戦国鍋TVライブツアー 〜武士ロックフェスティバル2013〜（2013年1月8日 - 11日、ZeppTokyo / Zeppなんば）
- 2013年春･雲水！九段下場所（2013年3月31日、科学技術館サイエンスホール）
- 勝手に!ドルフェス 2013（2013年10月6日、品川ステラボール）
- る・コン 〜あんなこと、こんなことあったでSHOW〜（2014年12月31日、明治座）
- CHaCK-CHeCK-CHaRM case001 〜地球のアイドルというものを勉強したのです!〜（2015年2月16日 - 17日、時事通信ホール）
- E.T.L vol.7 〜雨天決行★シャトルでキミを迎えに行くよ!〜（2015年5月26日 - 27日、全労済ホール スペース・ゼロ）
- みんなで!ドルフェス2015（2015年10月14日 - 15日、TSUTAYA O-EAST）
- P.P.P 225 ～Prime Precious Party～（2022年5月22日、品川プリンスホテル クラブeX）

## 演出

### 舞台
- GS382 ―暁の章―（2021年12月9日 - 26日、Mixalive TOKYO Theater Mixa）演出・振付
- プライムーン＆GS382 ―2022年に愛を込めて―（2022年5月12日 - 21日、品川プリンスホテル クラブeX）共同演出・ライブ構成・振付

### イベント
- プライムーン&GS382 スペシャルライブ（2021年6月5日 - 6日、１０００club）構成・演出・振付
- P.P.P 219 ～Prime Puckish Party～（2021年9月4日 - 5日、バトゥール東京）構成・演出・振付
- P.P.P 222 ～Prime Poetical Party～（2022年2月11日 - 14日、品川プリンスホテル クラブeX）構成・演出・振付
- P.P.P 225 ～Prime Precious Party～（2022年5月22日、品川プリンスホテル クラブeX）構成・演出・振付